# Padogobius bonelli
Padogobius bonelli é uma espécie de peixe da família Gobiidae e da ordem Perciformes.

## Morfologia
- Os machos podem atingir 8,6 cm de comprimento total e as fêmeas 7,5.
- Número de vértebras: 28-29.[5][6]

## Reprodução
Tem lugar entre Maio e Julho.

## Alimentação
Alimenta-se de invertebradoss bentónicos.

## Habitat
É um peixe de água doce, de clima temperado (10 °C-18 °C) e demersal.
Os seus habitats naturais são: rios. 

## Distribuição geográfica
É encontrado em: Europa: Croácia, Norte de Itália, Sul da Eslovénia e Sul da Suíça.

## Estado de conservação
Os seus principais problemas são a extracção de água e a contaminação.
Está ameaçada por perda de habitat. 

## Observações
É inofensivo para os humanos e considerat una plaga fora da seua àrea de distribució natural ja que, entre de outros raons, és la principal amenaça por Na supervivència de Padogobius nigricans.